# Die Tochter des Teufels

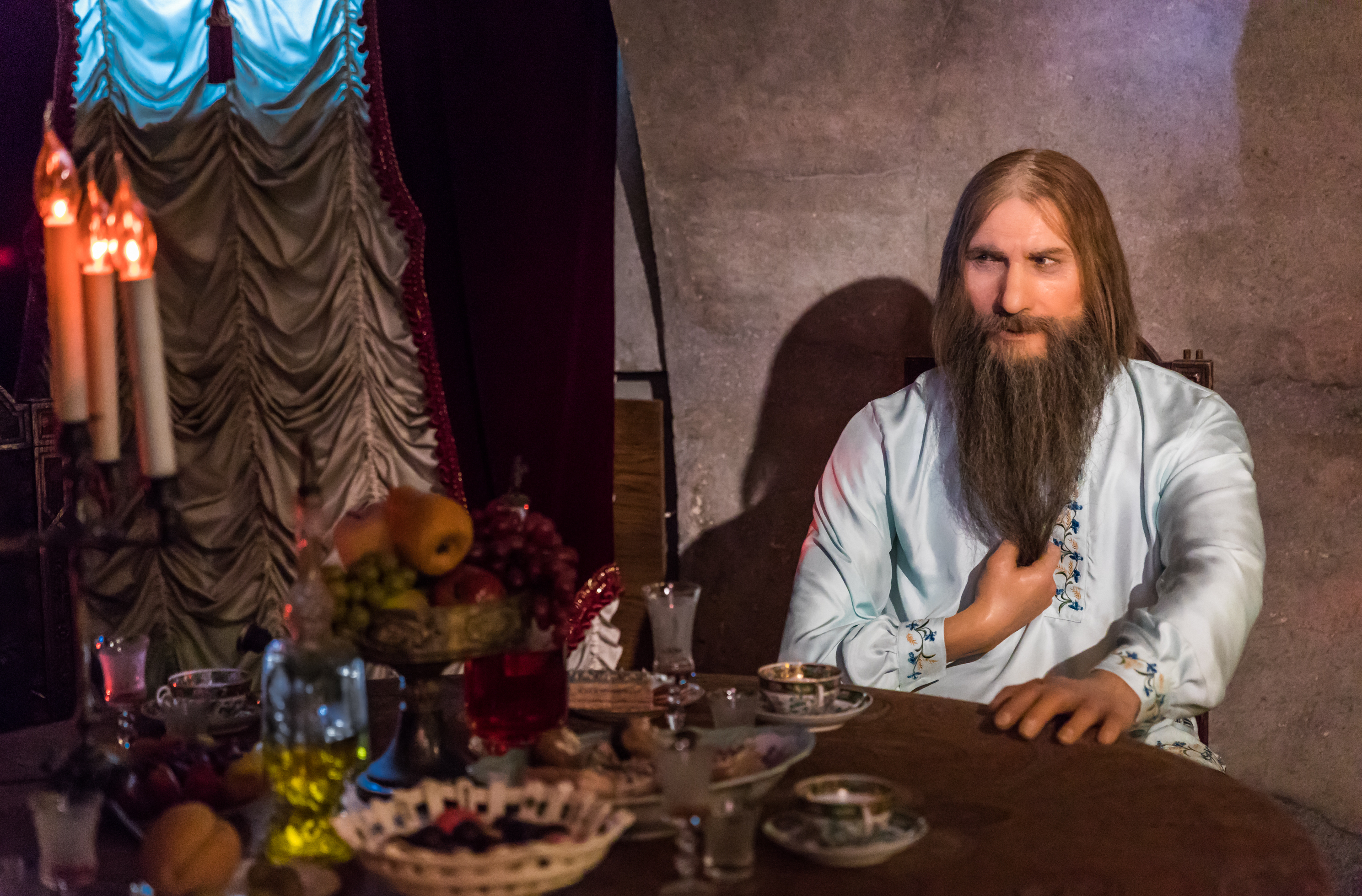
Figur von Rasputin 1916 vor seiner Ermordung in Jussupows Palast

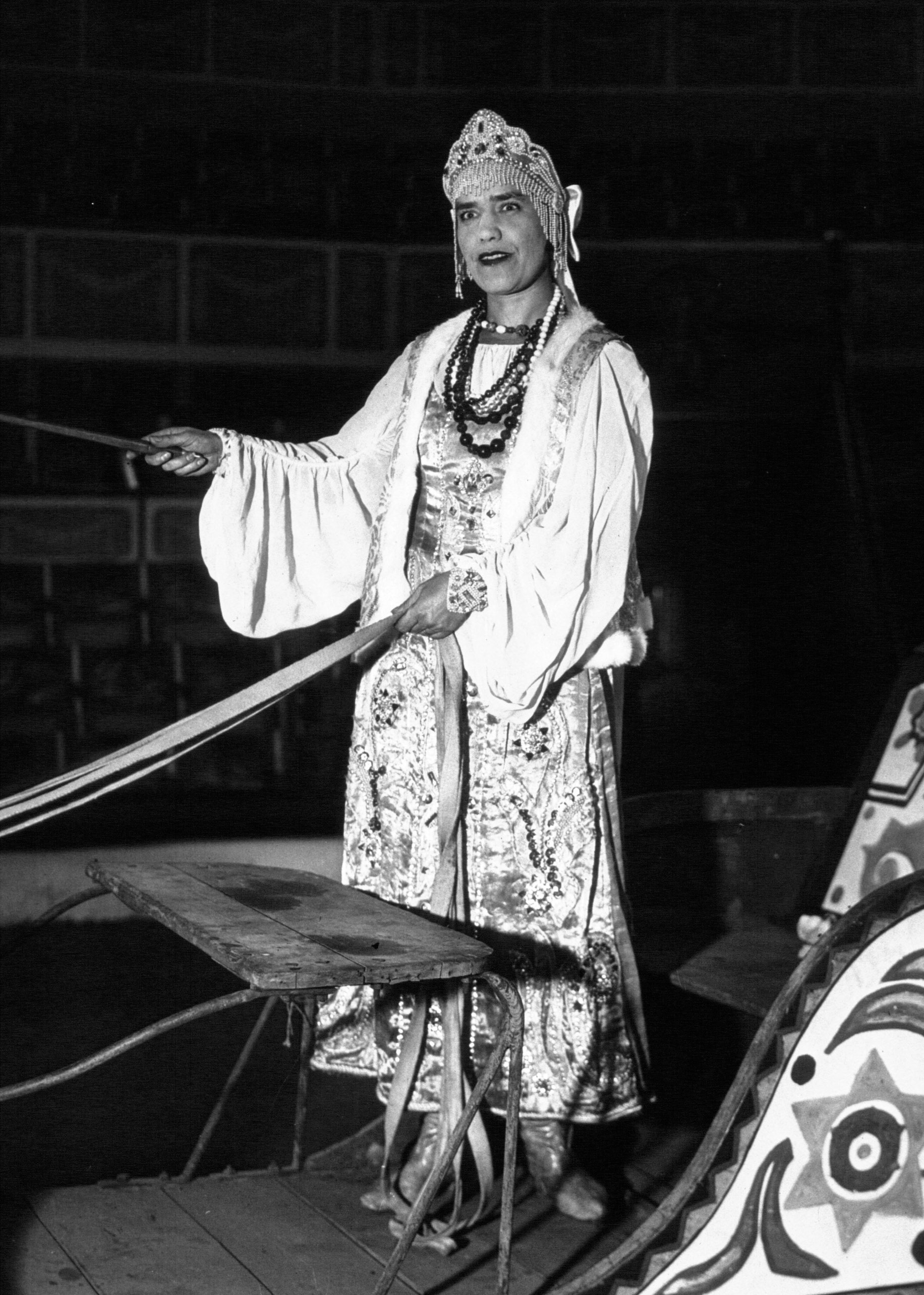
Rasputins Tochter Maria 1932 vor einem Zirkusauftritt

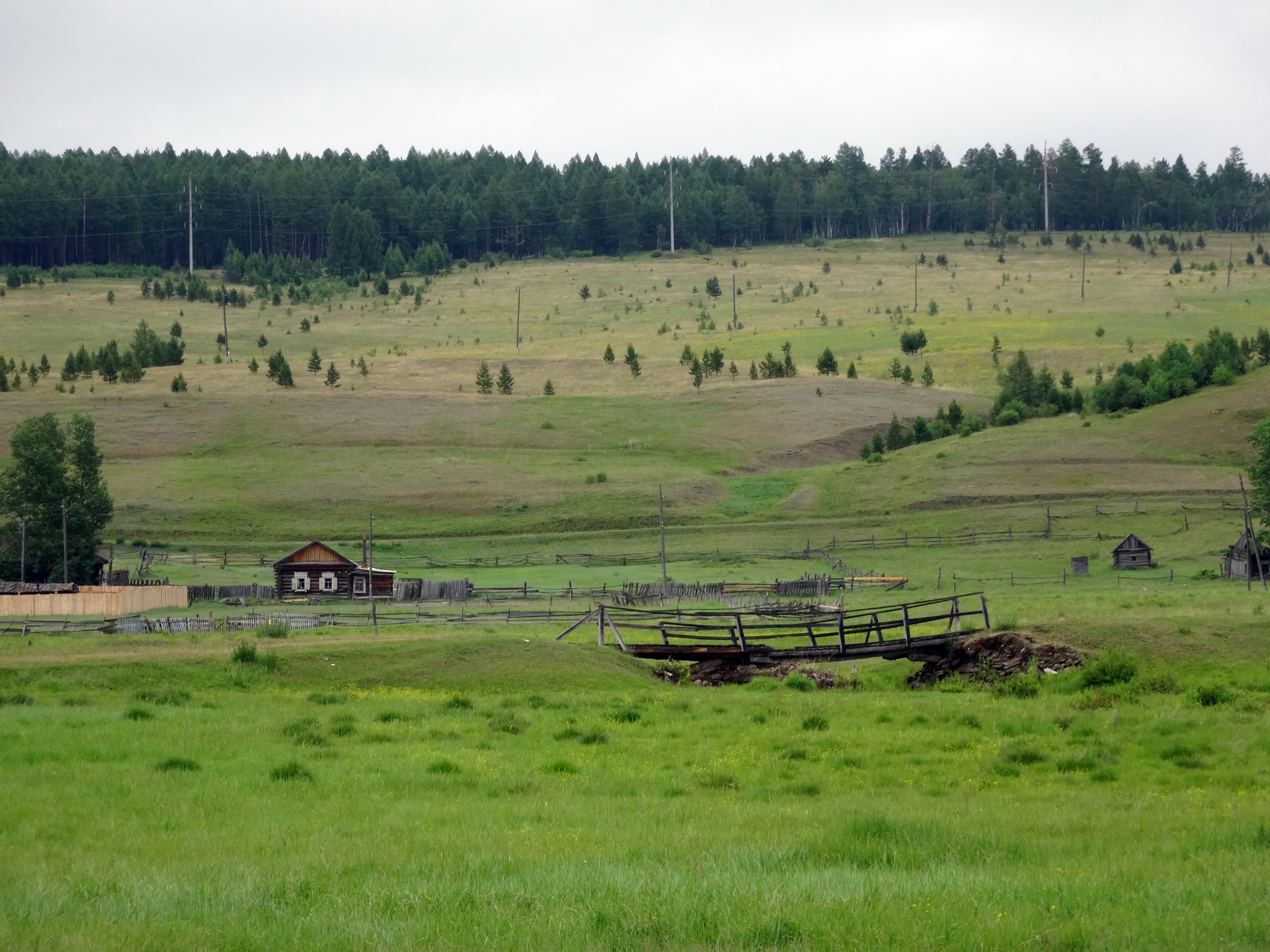
Sibirische Landschaft

Die Tochter des Teufels ist ein historischer Liebesroman von Heinz G. Konsalik aus dem Jahr 1967 (Neuauflage: Heyne-Verlag 1971 und 1987), der zu Anfang des 20. Jahrhunderts in Russland spielt und das Schicksal einer fiktiven Tochter des Wunderheilers Grigori Jefimowitsch Rasputin erzählt. Das Buch war ursprünglich als Fortsetzungsroman einer Illustrierten konzipiert.

## Handlung

### Erster Teil
Der Wanderprediger Rasputin schwängert im Jahr 1897 im sibirischen Tobolsk, Oblast Tjumen, die adelige Helena Woronzowa und diese gebiert ihm ihre Tochter Nadja. Den Behörden gibt sie an, dass das Kind gezeugt wurde, während sie schlief, und keinen Vater habe. Währenddessen reist Rasputin weiter durch das Land und schlägt sich mit Wunderheilung und „Hand auflegen“ durch. Das einfache Leben eines Wanderpredigers in der Provinz, der auf einer ähnlichen gesellschaftlichen Stufe wie ein Muschik und Leibeigener steht, ist zunächst überaus karg und entbehrungsreich. Mittlerweile ist der Magier Rasputin, der sich wie ein Bettler kleidet, jedoch überregional bekannt geworden. Er predigt und nimmt den Bauern, insbesondere den Bäuerinnen, die Beichte ab. Gerüchte um seine sexuellen Exzesse (zahlreiche Liebschaften bis hin zu Vergewaltigungen), jedoch andererseits auch um unerklärliche Wunder machen sich breit. Man begegnet ihm teilweise mit großer Ehrfurcht, teilweise aber auch wie einem Dämon. Nach sechs Jahren Abwesenheit lebt er wieder am Hofe Helenas und kümmert sich um seine Tochter Nadja. Ein örtlicher Pope will Rasputin als Scharlatan entlarven, der bereits in verschiedenen Gegenden Russlands als Krimineller gesucht wird. Doch dem Wunderheiler gelingt es, die Menge von seinen übernatürlichen Fähigkeiten zu überzeugen, indem er den Dorftrottel Kustja dazu bringt, sich nackt in den Schnee zu legen und eine Stunde lang Temperaturen von −34 °C unbeschadet zu überstehen.
Am 30. Juli 1904 wird unter großem Jubel des Volkes der Thronfolger Alexei Nikolajewitsch Romanow in Sankt Petersburg geboren. Wenig später erleidet er eine gefährliche Nabelblutung. Die Zarin ist verzweifelt und lädt zahlreiche Mediziner und Wunderheiler ein, um ihrem Sohn zu helfen. Doch niemand kann etwas gegen die lebensbedrohliche Blutererkrankung ausrichten. Am Ende kann die Blutung doch noch gestillt werden.
Im Jahr 1907 kommt es erneut zu einer lebensgefährlichen Blutung des Zarewitsch und am 7. Oktober wird aus lauter Verzweiflung nach dem Wunderheiler und Pilgervater Rasputin geschickt, sich nach Sankt Petersburg zu begeben. Gegen den Willen ihrer Mutter nimmt der Wunderheiler seine Tochter dorthin mit. Es gelingt ihm, in einer magischen Wunderheilung den Zarewitsch, den er zärtlich „Aljoscha“ nennt, zu retten.
Der Zar Nikolaus II. nimmt ihn, den sie Väterchen Grigori, den Staretz aus Sibirien nennen, aus Dankbarkeit am Hofe auf. Rasputin wird von der Zarin, mit der er eine Affäre hat, protegiert und erhält ständig mehr Macht und Privilegien. Er veranlasst, dass seine uneheliche Tochter Nadja ebenfalls am Hof des Zaren leben darf und mit deren Töchtern aufwächst. Ihre Mutter Helena, die zeitweise an einer schweren Lungenentzündung erkrankt war, hört nichts mehr von den beiden. Es gehen nur bösartige Gerüchte um, die einerseits von den Wunderheilungen, andererseits aber auch von Vergewaltigungen und dem ausschweifenden Lebensstil ihres ehemaligen Liebhabers berichten. Helena will davon jedoch nichts wahrhaben. Rasputin hatte ihr versprochen, sie nachzuholen, dieses Versprechen allerdings wieder gebrochen. Daher will sie jetzt, ein Jahr später, nach ihrer Tochter in St. Petersburg suchen. Ihre Reisepläne werden allerdings für längere Zeit unterbrochen, da ein Schneesturm aus der Taiga ihr Dorf Podunskoje einschneit. Als der Himmel endlich aufklart, beginnt sie ihre gefährliche Reise über den vereisten Fluss Tobol. Der Schlitten wird jedoch von einem ausgehungerten Wolfsrudel überrascht, das alle drei Reisenden auf grausame Weise tötet. Rasputin ist bestürzt über den Tod der schönen Helena, die er sehr geliebt hat. Seine Tochter lebt jetzt im Palais des Fürsten Petrowitsch, in der Sommerfrische Zarskoje Selo und dem Newa-Winterpalast in einer Art „goldenen Käfig“. Von den Orgien ihres Vaters erfährt sie nichts. Genauso wenig von den Geschehnissen in Russland und den Repressalien der Ochrana-Geheimpolizei.
Nadja, die sich im Laufe der Jahre in ein sehr attraktives Mädchen verwandelt hat, verliebt sich in den jungen und gut aussehenden Gardeoffizier Nikolai, nachdem er sie in letzter Minute vor den Nachstellungen der beiden Edelmänner Tichon und Janis rettet. Die beiden haben versucht, Nadja in aller Öffentlichkeit zu vergewaltigen, kommen jedoch aufgrund ihres Adelstitels ohne Anzeige davon. Während Nadjas erstem Hofball in der Silvesternacht 1913/1914 gestehen sich Nadja und Nikolai gegenseitig ihre Liebe. Rasputin, der sie eines Nachts überraschend besucht, lehnt die Verbindung seiner Tochter mit einem Offizier strikt ab. Ihr Vater erfreut sich zwar der Gunst des Zarenhauses, hat aber aufgrund seiner Ausschweifungen und seines nicht standesgemäßen Lebensstils den Petersburger Adel gegen sich aufgebracht. Es kommt zu einer Aussprache zwischen Gurjew und Rasputin. Gurjew hält ihn für Russlands Unglück. Außerdem zweifelt er die Vaterschaft des Wunderheilers an. Er möchte Nadja unter dem Patronat der Zarin heiraten. Daraufhin kommt es zu einem Kampf zwischen den beiden, der jedoch nicht weiter eskaliert.
Wutentbrannt entschwindet Hauptmann Gurjew. Da begegnet ihm unterwegs der Attentäter Genjka, ein irrer Mönch, der sich mit ihm verbünden will, um die gesamte Familie Rasputin auszurotten. Gurjew ist entsetzt und wirft ihn aus dem Schlitten. Nadja hingegen hatte von der Aussprache ihres Vaters mit ihrem Liebhaber nichts mitbekommen, sie ahnt lediglich, dass zwischen beiden etwas vorgefallen sein muss. Wyborowna nimmt Nadja wieder in den Palast Zarskoje Selo zurück, wo sie ihre weitere Zeit weitgehend in Isolation verbringen muss. Dann erfährt sie, dass Hauptmann Gurjew an ein unbekanntes Ziel versetzt wurde.
Mittlerweile kommt es in Sibirien zu Aufständen der unzufriedenen Bevölkerung, die von Kosaken blutig niedergeschlagen werden. Die dekadente und verschwenderische Prunksucht des Petersburger Adels steht im krassen Gegensatz zur bitteren Armut in weiten Teilen Russlands. Nach dem Attentat von Sarajevo plant Großfürst Nikolai Nikolajewitsch währenddessen einen Krieg gegen das Deutsche Reich. Rasputins Appell gegen einen Krieg und das damit verbundene Unheil für Mütterchen Russland wird ignoriert. Daher fällt der Entschluss, dass Rasputin beseitigt werden muss. Mönchspriester Iliodor und Bischof Hermogen werden damit beauftragt. Die Tat wird am 28. Juni 1914 in seinem Heimatdorf Pokrowskoje ausgeführt. Beim Aushändigen eines Briefes der Zarin wird Rasputin von einer Bettlerin durch einen tiefen Dolchstoß schwer am Unterleib verletzt, kann jedoch überleben. Am Krankenbett verfasst er einen Brief an den Zaren, in dem er vor dem Krieg mit Deutschland warnt. Die Kampfhandlungen beginnen am 1. August 1914 zwischen den Armeen Rennenkampf und Samsonow im ostpreußischen Masuren.
Anna Wyrobowa und ein Teil des weiblichen Hofstaates wollen am Baltischen Bahnhof (Baltiski Woksal) von St. Petersburg die ausziehenden Truppen mit Blumen verabschieden. Nadja erkennt in einem der Waggons ihren Geliebten Gurjew wieder, der jetzt unverzüglich an die Front muss. Für eine weitere Abschiedsszene bleibt keine Zeit mehr. Später erfährt sie, dass er bei der Schlacht von Tannenberg vermisst wird.
Rasputin hält sich Mitte September 1914 wieder in St. Petersburg auf, das jetzt Petrograd heißt. Im Winter 1916 hat der Erste Weltkrieg in Russland bereits katastrophale Auswirkungen angenommen und das ausgehungerte Volk ist bereits kurz vor der Rebellion. Rasputin hört nicht auf, den Frieden mit Deutschland einzufordern.
Am 16. Dezember 1916 will Rasputin der Nichte des Zaren, Großfürstin Irene Alexandrowna, der Ehefrau des Fürsten Jussupoff, um die Mitternachtsstunde die Beichte abnehmen. Irene Alexandrowna gilt als die schönste Frau Russlands. Von einer dunklen Ahnung geplagt, schreibt er Briefe an seine ehelichen (Maria und Warwara) und unehelichen Töchter (Nadja). Rasputin wird von einer Gruppe Verschwörern um den Fürsten Jussupoff durch mit Zyankali versetzten Kuchenstücken und Madeirawein vergiftet. Doch das Gift wirkt sehr langsam und der Wunderheiler ist noch in der Lage zu tanzen. Dann schließlich schießt Jussupoff Rasputin in die Herzkammer. Doch er lebt immer noch. Mit vereinten Kräften schießen und prügeln ihn die Verschwörer am Ende zu Tode. Sein entstellter Leichnam wird in einem Eisloch der Njewka, unter der Petropawlowsk-Brücke, versenkt.
Sein Körper wird erst am 19. Dezember gefunden. Dann verschwindet der Leichnam an einen geheimen Ort. Nadja erhält vom Zaren als Zeichen des Dankes für die Taten ihres verstorbenen Vaters einen größeren Bargeldbetrag und Edelsteine. Die Nachricht vom Tod Rasputins und die verlorenen Schlachten verstärken den Widerstand des Volkes. Zuerst steigen die Lebensmittelpreise stark an. Bauern betreiben illegale Vorratswirtschaft, bis sie von Kosaken unter Folter dazu gezwungen werden, ihre Bestände freizugeben.
Am 18. Februar 1917 rottet sich in Petrograd eine große Menschenmenge zusammen. Es kommt zu schweren Ausschreitungen. Kosaken, die zu Hilfe gerufen werden, gehen nicht gegen das Volk vor, sondern verbünden sich mit ihm. Es kommt zu Arbeitsniederlegungen in den Putilow-Werken. Ein Generalstreik wird ausgerufen. Etwa 80.000 Arbeiter gehen auf die Straße, und stündlich werden es mehr. Am 25. Februar 1917 dringen revolutionäre Milizen in das Haus der Wyrobowa ein und konfiszieren alles im „Namen des Volkes“. In der Nacht vom 2. auf den 3. März 1917 dankt Zar Nikolaus II. ab, da der Druck auf der Straße zu groß geworden ist. Sie werden in Zarskoje Selo unter Hausarrest gestellt.
Am 23. März 1917 spüren Milizen die Tochter Rasputins auf, bezichtigen sie als „Tochter des Teufels“ und verschleppen sie. Vorher wird ihr noch gestattet, einen Koffer zu packen und das Nötigste mitzunehmen. In den Nähten ihrer Kleider sind die Wertsachen eingenäht, die sie vom Zaren erhalten hatte. Um sie einzuschüchtern, drohen ihr die Milizionäre an, sie im erstbesten Wald zu vergewaltigen. Sie wird nach Zarskoje Selo gebracht. Nadja wird dort Augenzeugin, wie Rasputins Sarg geöffnet wird und sie seinen Penis als Zeichen seiner sagenhaften Männlichkeit vermessen. Dann wird die Leiche vom Mob entstellt und geschändet. Auf einer Waldlichtung wird Nadja dazu gezwungen, den Scheiterhaufen, auf den ihr toter Vater gebunden ist, anzuzünden. Anschließend wird Nadja wieder nach Petrograd gebracht.
Am 25. März wird Nadja dazu gezwungen, die Asche ihres Vaters auf dem vereisten Newski-Prospekt zu verstreuen. Sie wird von weiteren Repressalien einstweilen verschont, da sie der Propaganda dienen soll. Der Leineweber Leontij Abramowitsch Rutschkin, Revolutionär der ersten Stunde, wird damit beauftragt, Rasputins neunzehnjährige Tochter im Geiste des neuen Kommunismus zu erziehen. Von nun an verkauft sie auf der Straße geröstete Esskastanien und ernährt sich von Schtschi-Kohlsuppe. Dann begegnet Nadja Nikolai Gurtjew. Er berichtet ihr, dass er bei Tannenberg verwundet worden war und lange Zeit in einem Lazarett auf der Krim gelegen hatte. Nadja eröffnet ihm, dass sie jetzt „Volkseigentum des Revolutionsrates“ ist. Auch Nikolai trägt jetzt gezwungenermaßen die rote Binde der Kommunisten – fühlt sich aber dem Zaren weiterhin verpflichtet. Am 15. August 1917 heiraten Nikolai Gurjew und Nadja Grigorijewna. Sie verbringen die Hochzeitsnacht in einer einsamen Waldhütte. Sie eröffnet Nikolai, dass ihr Hochzeitsgeschenk das kleine Vermögen ist, welches ihr der Zar und die Zarin vermacht hatten. Nikolai möchte die Mittel verwenden, um den Zaren damit zu befreien. Sie fahren nach Podunskoje, um das Haus von Nadjas Mutter zu verkaufen und damit weitere Mittel zu generieren. Mittlerweile hat ein gewisser Janis Antonowitsch Skamejkin das Herrenhaus usurpiert und gibt sich als rechtmäßiges Familienmitglied und Erbe aus. Nadja habe keinerlei Ansprüche auf die Besitztümer ihrer Mutter, da sie nur ein „unehelicher Bastard“ sei. Dann tauchen Nadja und Nikolai auf und melden ihre Ansprüche an, die von den Behörden auch voll anerkannt werden. Nur Janis wehrt sich. Daraufhin erhält er von Nikolai Schläge mit der Reitpeitsche und wird aus dem Haus geworfen. Später kommt es im Wald zu einem Duell zwischen Nikolai und Janis. Nikolai ist nicht bereit, einen Mordversuch an einem Offizier der Revolutionsarmee ungestraft durchgehen zu lassen, und schlägt seinen Widersacher bewusstlos. Janis Antonowitsch Skamejkin wird daraufhin nie wieder gesehen.
Die Zarenfamilie wird nach Tobolsk deportiert. Alexander Fjodorowitsch Kerenski, gemäßigter Aktivist der Revolution, behandelt sie gut und lässt den Zaren sogar Besuch empfangen. Die Situation ändert sich, als dort ein bolschewistischer Soldatenrat die Macht übernimmt. Schon längst ist es zu einem blutigen Bürgerkrieg zwischen gemäßigten Revolutionären und extremistischen Bolschewiken unter Lenin gekommen.
Nikolai verkleidet sich wie ein gemeiner Muschik und macht sich auf den Weg nach Tobolsk, währenddessen Nadja mit potenziellen Käufern weiter um den Preis des Herrenhauses verhandelt. Als Nonne verkleidet, bekommt Nikolai eine Audienz beim Zaren. Er unterbreitet dem Zaren einen abenteuerlichen Fluchtplan, den dieser jedoch ablehnt, da er noch auf Asyl in England hofft. Daraufhin fasst Nikolai mit einigen Verbündeten den Plan, die Zarenfamilie gegen ihren Willen zu entführen. Nadja Grigorijewna hat kein Glück beim Verkauf ihres Anwesens, da alle damit rechnen, dass die Preise in sehr naher Zukunft fallen werden. Außerdem besteht die Gefahr durch Enteignung.
Am 25. und 26. Oktober 1917 kommt es zur zweiten Revolution, die wesentlich gewalttätiger ist als die erste. Der Besitz der Adeligen wird von nun an Volkseigentum. Auch der Zar in Tobolsk wird nur noch wie ein gemeiner Gefangener behandelt. Nadja ist von Nikolai schwanger und wünscht sich ein Mädchen, welches nicht in den Krieg ziehen muss. Am 26. April 1918 soll die Zarenfamilie in den Ural nach Jekaterinburg gebracht werden. Der loyale Nikolai reist ihm trotz Nadjas verzweifeltem Protest hinterher. Das Land ist zerrissen von den Weißen und Roten Armeen, die sich erbittert bekämpfen. Nikolai wird bei seiner Befreiungsaktion verhaftet und am 15. Juli 1918 wird die Zarenfamilie von einem Exekutionskommando der Tscheka in der Villa Ipatieff erschossen.
Nadja wartet mittlerweile vergeblich auf Nikolai. Später erfährt sie, dass er in Tjumen im Gefängnis sitzt. Gegen jede Vernunft reitet Nadja nach Tjumen und bittet Kommandant Washa Wladimirowitsch Minajew um Gnade für ihren Mann. Sie zeigt ihm ihren Schwangerschaftsbauch und will ihn mit Edelsteinen bestechen. Schließlich willigt Minajew ein, dass Nadja ihren Nikolai aus dem Kerker holen darf. Sie erkennt ihren schwer misshandelten Mann inmitten einer Gruppe Gefangener, der noch einmal gequält wird. Dann lässt man ihn frei. Nadja erklärt ihrem gebrochenen Mann, dass Minajew zwar die Edelsteine genommen hat, sie ihm aber nicht zu Willen sein musste. Nikolai und Nadja finden eine ärmliche Unterkunft bei einer umgesiedelten Bauernfamilie des Ignat Iwanowitsch Dronow am Ortsrand von Tjumen. Nadja pflegt ihren Nikolai. Sie plant nach Podunskoje zurückkehren, sobald es die politische Lage zulässt. Nikolai hingegen möchte lieber das Land auf dem Seeweg verlassen oder Zuflucht bei den Weißen Armeen unter Anton Iwanowitsch Denikin im Süden des Landes suchen. Auf das Schicksal seiner hochschwangeren Frau nimmt er dabei keine Rücksicht. Doch Nikolai lässt sich aus Patriotismus nicht davon abbringen, zu Denikin zu stoßen. Er fühlt sich immer noch als stolzer Offizier und ist nicht bereit, ein unwürdiges Leben als Muschik zu fristen. Nadja, als Tochter einer der Unglücksbringer über Russland, fühlt sich schuldig und beugt sich letztendlich dem Willen ihres Mannes.
Admiral Wladimir Wasiljewitsch Koltschak besichtigt die Hinrichtungsstätte der Zarenfamilie in Jekaterinburg und schwört den Bolschewiken grausame Rache. Da begegnet ihm Genjka, der Mönch. Dieser hat mittlerweile die Seiten gewechselt und bezichtigt jetzt eine Gruppe Offiziere als Verräter und Schuldige des Zarenmordes. Als Haupträdelsführer nennt er Nikolai Georgijewitsch Gurjew, der Einzige, der bislang überlebt hat. Genjka verrät ihm weiter, dass sich Gurjew in der Nähe von Tjumen mit der Tochter Rasputins aufhält. Kurz danach geht ein Steckbrief an alle Weißen Streitkräfte hinaus, nach dem Verräter und seiner „Hure“ zu suchen.
Nikolai und Nadja machen sich mit einem Pferdewagen auf den Weg durch die Steppen Kasachstans. Sie haben je nach Situation rote und weiße Armbinden dabei. Nachdem sie bei einem Bauern Unterschlupf gewährt bekommen, geraten sie in Gewahrsam einer Kompanie Rotarmisten, die von dem deutschen Rittmeister Fritz Bencken angeführt werden und in die nächste Schlacht ziehen. Notgedrungen müssen Nikolai und Nadja folgen. Die Rotarmisten müssen sich einigeln, um sich dem Angriff der Weißen zu erwehren. Sie können drei Wellen vernichten, bis sich die vierte in Tiefenstaffelung nähert, gegen die sie keine Chance haben. Zwischen Gurjew und Bencken kommt es zum Kampf. Bencken stirbt und Nikolai läuft zu seiner Nadja.
Nikolai erwacht wieder und sieht sich als Gefangener der Weißen unter Hauptmann Sergej Kubulai, die ihn und Nadja auf der Stelle hinrichten wollen, da er ein Offizier des Zaren ist, der ganz offensichtlich zur Roten Armee übergelaufen ist. Als die Situation aussichtslos erscheint, eröffnet Nadja Kubulai, dass sie die Tochter Rasputins sei. Kubulai erinnert sich an eine Begegnung mit Rasputin, an das Geschenk der Ikone der Paraschewa und die Prophezeiung, die er ihm gemacht hatte. Damit sind die beiden begnadigt. Anschließend werden die anderen überlebenden Rotarmisten hingerichtet. Nikolai protestiert heftig, doch für Kubulai ist es das einfache Gesetz der Steppe, die Besiegten nicht am Leben zu lassen. Kubulai lässt die beiden unter Begleitschutz zum Bahnhof Kurgan bringen. Von dort aus soll es weitergehen nach Omsk, wo Koltschak über ihr weiteres Schicksal entscheiden soll. Nikolai ahnt nicht, dass Koltschak ihn in Abwesenheit wegen Zarenmord zum Tode verurteilt hat. Noch am Bahnhof werden Nikolai und Nadja von einem weißrussischen Hauptmann verhaftet. Er soll dem Militärgericht in Omsk überstellt werden. Während der Fahrt gelingt es Nadja, den sie bewachenden Feldwebel Posnakow mit weiteren Edelsteinen zu bestechen, damit er ihre Flucht aus dem Waggon ermöglicht.
Während eines ungeplanten Haltes – Rotarmisten haben die Strecke mit Baumstämmen blockiert – gelingt die Flucht. In einer Waldsiedlung von Burjaten besorgen sie sich zivile Kleidung. Nikolai kann sich nicht von seiner Uniform trennen und führt sie weiter mit. Dann warten sie tagelang an einer winzigen Bahnstation auf den Transsibirien-Express, der sie nach Wladiwostok bringen soll. Wegen ihres verwilderten und unzivilisierten Aussehens kommt das Liebespaar jedoch nur in den Gepäckwagen zwischen die Zuchtziegen.
Nach drei Wochen erreichen sie Wladiwostok. Für die beiden ist die Hafenstadt das Tor zur Freiheit. Sie kommen zunächst in einer billigen Pension unter. Diese befindet sich in unmittelbarer Nähe zu einem Krankenhaus, da die hochschwangere Nadja jederzeit entbinden kann. Nikolai treibt sich an den Kaianlagen herum und schließt Bekanntschaft mit amerikanischen Touristen. Dabei kann er weitere Edelsteine für einen sehr guten Preis verkaufen und die Rubel sofort in den devisenstarken Dollar tauschen. Doch es hilft ihnen, das Bett im Kreißsaal im Voraus zu bezahlen. In der Nacht zum 15. November 1918 kommt das Kind zur Welt. Es ist ein Mädchen und wird wie seine Großmutter Helena genannt. Am 18. November 1918 verkündete Admiral Koltschak in Omsk das Ende der bolschewistischen Revolution und ruft sich als „Regenten der antibolschewistischen Regierung von Sibirien“ aus. Hauptmann Gurjew sieht das als Signal, sich der Weißen Armee wieder anzuschließen. General Karsanow hält jedoch an den alten Vorwürfen fest. Das Todesurteil wird nicht vollstreckt, dafür aber Zwangsarbeit auf Lebenszeit. Nikolai muss die Uniform abgeben und wird von nun an nicht mehr als Mensch, sondern nur noch als Arbeitskraft gesehen.
Nadja sucht Nikolai erneut und vertraut ihr Kind gegen Bezahlung einem Nachbarn an. Dann sucht sie den Kommandanten Karsanow auf, den sie noch von ihrer Petersburger Zeit her kennt. Er erklärt sich bereit, ein Bittgesuch an Koltschak weiterzuleiten, jedoch wird Gurjew deportiert und zu Zwangsarbeit im Gleisbau verwendet. Aus dem Lager Iwanowna heraus soll der angekettete Nikolai zu seinem Bestimmungsort abtransportiert werden. Nadja erhält die Erlaubnis, dem Gefangenentransport zu Fuß, einen Schlitten hinter sich herziehend, durch Eis und Schneesturm, über Steppen und Felsgebirge, nach Usk-Tschenaja zu folgen. Der Befehlshaber ist beeindruckt von ihrer Willenskraft und erlaubt ihr schließlich, die wachhabenden Offiziere in einer Troika zu begleiten. Bei Chabarowsk sollen die 400 Häftlinge verladen und dann mit dem Zug nach Tschita gebracht werden. An der Grenze zur Mandschurei kommt es zu einer Auseinandersetzung mit berittenen mongolischen Räubern. Nadja zündet die Schweife von Pferden an, die daraufhin in Panik direkt gegen die Mongolen laufen. Die Troika, die diese Pferde hinter sich herziehen, ist mit Sprengstoff gefüllt, die sich einen Weg durch die Phalanx der Mongolen sprengt. Der Plan geht auf und es kommt zu einer gewaltigen Explosion. Oberst Sinjew küsst Nadja aus Dankbarkeit und gesteht ihr seine Liebe und sie verlangt dafür, dass er Nikolai frei lässt. Dieser lehnt das ab, verspricht aber beim General ein gutes Wort einzulegen.
Der Tross erreicht Chabarowsk. Sinjew schlägt Admiral Koltschak in einem Brief vor, Gurjew zu begnadigen, er soll in Sibirien ein Stück Land erhalten. Nadja will keine Gnade, sondern fordert Gerechtigkeit. Sie brechen in die Wildnis, zum Holzverladeplatz Ust-Tschenaja, auf. Der Zug fährt weiter nach Tschita in Transbaikalien, der großen Umladestation, und dann nach Irkutsk.
Nadja und Sinjew werden von General Ryschikow, dem Kommandanten des Straflagers, empfangen. Nadja erinnert sich an Ryschikow, als die Soldaten Petersburg verließen, um in die Schlacht von Tannenberg zu ziehen. Abermals beteuert sie, dass ihr Geliebter an der Ermordung der Zarenfamilie unschuldig sei. Ryschikow teilt der tapferen Frau mit, dass Admiral Koltschak erlaubt hätte, dass sie zusammen mit Nikolai in einer kleinen Hütte in der sibirischen Verbannung leben darf. Er eröffnet ihr auch, dass die Frauen von Verbannten keinerlei staatlichen Schutzstatus genießen würden. Damit wird Nadja die rechtlose Sträflingsfrau Gurjewa. Sie erträgt all die Strapazen stoisch, die man ihr aufgelegt hat, nur um ihren Mann immer wieder für einen kurzen Moment zu sehen und zu lieben. Nachdem sich die politische Situation im weit entfernten Moskau ändert, spricht General Ryschikow Nikolai und Nadja endlich frei. Nikolai erhält seinen alten Dienstposten als Gardehauptmann zurück. Die beiden können endlich nach Wladiwostok zu ihrem Kind zurückkehren. Allerdings haben die Bolschewisten alle Verkehrsverbindungen gekappt und der einzige Weg ist zu Fuß.
Der Verräter Genjka wird wieder aktiv und bezahlt eine Gruppe von Burjaten, damit sie Nadja und Nikolei, die einsam durch die Wildnis marschieren, entführen. Es gelingt dem Liebespaar jedoch, ihren Häschern zu entfliehen. Dann kommen sie nach einer langen Reise in Wladiwostok an. Sie suchen sofort den Schneider auf, bei dem sie ihr Kind abgegeben haben. Aktuellen Zeitungsberichten zur Folge hat sich die Situation für die Zarentreuen nach dem Siegeslauf der Kommunisten dramatisch verschlechtert und sie müssen alle um ihr Leben fürchten. Nikolai und Nadja überlegen lange, ob sie die Kraft und den Mut dazu haben, ihr geliebtes Russland für immer zu verlassen. Sie treffen Aaron Prokopiwitsch Bubka, der ihnen, abermals durch Bezahlung mit Brillanten, die allerletzte Passage auf einem amerikanischen Schiff George London ermöglicht. Es kommt zur Belagerung der Stadt durch die Rote Armee und genau in diesem Augenblick legt das Schiff ab. Sie erhalten die Kabine der Gräfin Schemanowsky, die während des Bombardements der Bolschewisten einen Herzschlag erleidet. Mögliche Ziele sind Genua oder Marseille. Sie ahnen allerdings nicht, dass der verrückte Mönch Genjka, der ihnen, den „Antichristen“, nach wie vor nach dem Leben trachtet, mit an Bord ist. Seine „heilige Mission“, die er sich damals geschworen hat, ist, die Familie Rasputin restlos auszurotten. In seinem religiösen Wahn ist er davon tief überzeugt, diesen Tötungsbefehl direkt von Gott erhalten zu haben. Als das Schiff bei Aden an Land geht, versucht Genjka Nadja zu erdolchen. Gurjew fängt jedoch den Hieb mit seinem Körper ab und stirbt dabei. Der Attentäter selbst springt ins Meer. Gurjews Leichnam wird im Roten Meer bestattet. Nadja geht mit ihrer Tochter in Frankreich an Land.

### Zweiter Teil
Nadja lebt jetzt in Paris und nennt sich mit Künstlernamen „La Russe“ (frz. „Die Russin“). Sie tanzt als ausländische Attraktion in einer Show des bekannten Moulin Rouge von Montmartre. Sie ist geheimnisvoll, überaus begehrenswert und gilt als schönste Frau von Paris. Damit hat sie allen Männern den Kopf verdreht. Gérard Cassini ist ebenfalls verrückt nach ihr, will sie unbedingt kennenlernen und folgt ihr heimlich zu ihrem Appartement. Helena, die Tochter von „La Russe“ alias Nadja Gurjewa, ist krank und wird von ihrer Mutter aufopferungsvoll gepflegt. Cassini verschafft sich Zugang zu ihrer Wohnung und stellt sich als Kavallier vor. Er schenkt ihr rote Rosen und ist bereit, ein Vermögen für sie auszugeben. Nadja wehrt den zudringlichen Verehrer ab und verprügelt ihn mit einer Reitpeitsche. Dr. Rampal, der Arzt, attestiert bei der kleinen Helena eine ernsthafte Erkrankung. Noch vermutet er bei ihr eine Blinddarmentzündung. Als sich der Zustand des Kindes verschlechtert, wird es unverzüglich ins Krankenhaus gebracht.
In der Provinz wird ein Landarzt mitten in der Nacht aus dem Bett geklingelt. Ein Unbekannter fordert von ihm eine Blinddarmoperation auf einem Schloss. Diese Anweisungen erhält er über ein Telefon. Da der Arzt hoch verschuldet ist, geht er auf diese ungewöhnliche Forderung ein.
Im Moulin Rouge wird wieder getanzt und ausgelassen gefeiert. Die oberen Zehntausend feiern trotz Weltwirtschaftskrise den gewonnenen Weltkrieg. Kurz bevor „La Russe“ auftreten soll, erhält sie die schockierende Nachricht, dass ihre Tochter an einen unbekannten Ort gebracht wurde. Sie lässt Polizeibeamte unter der Leitung von Kriminalrat Boité in ihr Appartement, damit sie dort Spuren sichern sollen. Fingerabdrücke und das routinemäßige Abtelefonieren der umliegenden Krankenhäuser bringen keinerlei neuen Erkenntnisse. Nadja eröffnet Boité, dass sie keine großen Barmittel verfügt, um Lösegeld zu stellen. Lediglich eine Perlenkette und zwei Rubine als Geschenk der Zarin. Die Entführung eines todkranken Kindes macht überhaupt keinen Sinn. Helena wird sterben, wenn ihr nicht spätestens bis Mitternacht der Blinddarm operiert wird.
Nadja Gurjewa wartet mehrere Tage in ihrer Wohnung auf eine Nachricht der Entführer. Plötzlich kommt ein mysteriöser Anruf, der zu einer Telefonzelle auf dem Boulevard Haussmann zurückverfolgt werden kann. Dann wird ihr per Boten die schriftliche Anweisung übermittelt, sich zu einer bestimmten Zeit, ohne Polizei, vor dem Lokal „Auberge St. Denis“ einzufinden, um dort aus einer Telefonzelle einen weiteren Anruf zu tätigen. Sie verabredet sich mit dem Mann am Telefon, der sich „Jaques“ nennt, am Bois de Boulogne allein in einen schwarzen Wagen zu steigen, der sie zu ihrer Tochter bringen soll.
Nadja schminkt sich, zieht sich ein enganliegendes, verführerisches Kleid an und lässt sich von ihrem Chauffeur Saparin, ein weiterer Exilrusse, zum Treffpunkt bringen. In ihrer Handtasche trägt sie eine Pistole. Saparin soll dem Wagen folgen. Doch dazu kommt es nicht, da er von einem Fremden außer Gefecht gesetzt wird.
Mit verbundenen Augen wird Nadja an einen unbekannten Ort gebracht. Es ist ihr Verehrer, der sich vor glühendem Verlangen zu ihr verzehrt. Nadja versucht ihn zu bestechen, was allerdings misslingt. Dann bedroht sie ihn mit der Pistole, ihre Tochter freizugeben. Der fremde Mann versichert ihr, dass Helenas Blinddarm entfernt wurde und dass es ihr gut gehe. Er will dafür keine Dankbarkeit von ihr, sondern nur ihre Liebe. Nadja ist entsetzt und gekränkt, sie fühlt sich wie eine Dirne, deren Körper zu einer Ware gemacht wurde. Dann darf sie mit Helena telefonieren, um festzustellen, dass der Unbekannte die Wahrheit sagt. Als Preis dafür muss sie dem Mann, der sich weiter mit einer Gesichtsmaske tarnt, zu Willen sein. Sie verspürt ihrem verstorbenen Nikolai gegenüber fürchterliche Gewissensbisse, als es zum erzwungenen Geschlechtsverkehr kommt.
Nach dieser „Höllennacht“, so wie sie es empfindet, fühlt sie sich sowohl geschändet als auch „entweiht“. Doch sie hatte es nur für ihre Tochter getan. Am Ende wacht sie auf einer Parkbank im Bois de Boulogne wieder auf. Die Gewissheit, nicht bei Helena sein zu können, zerreißt sie. Ihr Opfer scheint umsonst gewesen zu sein. Jene Erfahrung verändert ihre Persönlichkeit und sie ist nicht mehr die Gleiche wie nach dieser Tat. Im „Moulin Rouge“ meint sie ihren Peiniger anhand seines doppelten Ringes, eines Siegelringes und eines Rubinringes, wiederzuerkennen. Sie glaubt es handelt sich dabei um ihren hartnäckigen Verehrer Cassini. Ihr Chauffeur rät ihr, sich mit dem älteren Jean Gabriel, einem Bankier, einzulassen. Er sei beinahe genauso reich und mächtig wie Cassini und danach würden die Nachstellungen durch den Entführer ihrer Tochter möglicherweise nachlassen. Zumindest hat er sie schon einmal geküsst und sie diesen Kuss erwidert. Gabriel ist fest entschlossen, die schöne Russin zu heiraten, damit sein Leben einen würdigen Abschluss findet und sie durch eine großzügige Erbschaft für immer abgesichert ist. Als Zeichen seiner Liebe schenkt er ihr eine sehr kostbare Halskette. Seinem Werben, sie zur Frau zu nehmen, weicht Nadja aus. Sie bittet ihn um Geduld, da sie ihre Gefühle für ihren verstorbenen Mann nicht abstellen kann.
Da erscheint Kommissar Boité und bittet Nadja drei in der Seine ertrunkene Mädchen zu identifizieren. Möglicherweise befindet sich Helena unter ihnen. Die Leichenschau ist eine Tortur für die gequälte Mutter. Das dritte Mädchen trägt die gleichen Schuhe und das gleiche Kleidchen wie ihre Helena, doch das Gesicht gehört einem anderen Kind. Daraufhin erleidet Nadja einen Nervenzusammenbruch. Jean Gabriel kümmert sich auf seinem Privatanwesen höchstpersönlich um sie. Nadja ist Jean dankbar, fühlt sich innerlich allerdings total leer. Gabriel möchte mit ihr auf eins seiner Landgüter, doch sie besteht darauf, in Paris, in der Nähe ihrer verschwundenen Tochter, zu bleiben. Bald darauf erhält sie erneut einen verschlossenen Brief, in welchem steht, dass sie Gabriel nicht heiraten soll. Dies sei gegen ihre wilde Natur. Helena sei eine Art Pfand dafür, dass sie immer wieder zu ihrem Verehrer zurückkehrt. Sie solle sich erneut im Bois de Boulogne einfinden, um ihre Tochter wiederzusehen.
Auch Gabriel stellt seine eigenen Nachforschungen an und kommt zu dem Schluss, dass es sich bei dem Entführer nur um seinen Freund Gérard Cassini handeln kann. Er will ihn auf seinem Anwesen in Versailles aufsuchen und zur Rede stellen. Auf dem Weg dorthin geht das Benzin aus und Gabriel muss in der Herberge „Auberge des Gardes“ übernachten. Dort trifft er den betrunkenen Dr. Nicola, welcher bei der Erwähnung des Namens Cassini ungewöhnlich feindselig reagiert. Gabriel spürt, dass er auf der richtigen Spur ist. Dann gesteht ihm Dr. Nicola, dass er Helena am Blinddarm operiert hat. Das nimmt der Bankier zum Anlass, Dr. Nicola in seinem Wagen in das Schloss Cassinis zu schmuggeln und mit ihr eine Gruppe anderer Männer, die das Mädchen dort befreien sollen. Dafür bekommt der Arzt über Scheckzahlung eine Geldsumme in Höhe von 50.000,- Franc, die entsperrt wird, sobald das Mädchen gerettet ist. Der Plan gelingt und in der Nähe der Pont St. Michel bekommt die überglückliche Mutter ihr Kind zurück.
Zwei Wochen später gibt Gabriel ein rauschendes Fest. „La Russe“ wird erstmals ohne Maske zu sehen sein. Außerdem soll die schöne Russin in die feine Pariser Gesellschaft eingeführt werden. Ihr Künstlervertrag im „Moulin Rouge“ wird von Gabriel durch Begleichen einer Vertragsstrafe gelöst. Auch Cassini erscheint auf dem Ball. Da erscheint ein stattlicher Mann, der genauso aussieht wie Nikolai Gurjew. Er heißt René Stanislas und ist ein exzellenter Walzer-Tänzer. Währenddessen kündigt Gabriel im Namen seiner Bank Cassinis Beteiligung an der Erschließung Nordalgeriens, um ihn wirtschaftlich stark zu schädigen. Da wirft auch Cassini ihm den offenen Fehdehandschuh zu. René Stanislas offenbart Nadja, dass er auch Russe ist und Interne vom damaligen Zarenhofe kennt. Stanislas, oder Russisch Stanislasky, will sich unbedingt mit Nadja verabreden, da er mehr über ihren Vater Rasputin erfahren möchte. Der Gastgeber spürt, dass er einen jugendlichen Nebenbuhler bekommen hat und verspürt starke Eifersucht. Nadja trifft sich mit Stanislas im Park der Tuilerien. Sie ist innerlich zerrissen, da sie einerseits Jean gegenüber eine ewige Dankbarkeit empfindet, sich aber andererseits magisch von René angezogen fühlt. Saparin rät ihr, sich Stanislas zuzuwenden und ihrem Herzen zu folgen. Er sei der Erbe einer millionenschweren Reederei und im Gegensatz zu Jean würde sie ihn wahrhaftig lieben. Bei dem Rendez-vous mit René kommt es ihr sehr entgegen, dass Jean angeblich drei Tage lang verreist ist. Nadja und René küssen und lieben sich. Kurze Zeit später sprechen beide schon von Hochzeit. Ihr neuer Liebhaber nimmt sie mit in seine Villa am Boulevard Anatole France, in unmittelbarer Nähe des Bois de Boulogne. René verspricht ihr das Blaue vom Himmel. Auch die Tatsache, dass Nadja eine russische Emigrantin, außerdem verarmte Tänzerin in einem anrüchtigen Etablissement und dass sie für eine Nacht die Geliebte Cassinis und Gabriels war, stört René keineswegs. Er verspricht mit Gabriel wie unter Ehrenmännern zu reden und die Sache zu klären.
Daraufhin kehrt Nadja nicht mehr in Gabriels Haus zurück. Auch den sündhaft teuren Schmuck möchte sie, entgegen dem scharfen Protest ihres Chauffeurs, zurückgeben. Jean hinterlässt sie einen Abschiedsbrief. Sie bittet ihn darin um Verzeihung und er möge ihr das Glück mit René gönnen. Anschließend eilt er zu Stanislas. Dieser fühlt sich dem älteren Bankier überlegen, da er zwanzig Jahre jünger ist. René provoziert Jean weiterhin, indem er ihm erzählt, dass sie in drei Wochen heiraten werden und wie oft er Nadja liebt, was eine scharfe Reaktion des Älteren zur Folge hat. Nadja sei wie ein „heißer Wind über der Steppe“ und Jean sei nicht in der Lage, sie zu befriedigen und so zu lieben, wie sie es verdiene. Gabriel beleidigt und beschimpft Stanislas, da er sich damit die Herausforderung zur Satisfaktion, zu einem Duell zwischen den beiden Rivalen, erhofft. Stanislas schluckt seine Verärgerung hinunter und lässt sich nicht provozieren. Am Ende verabreden sich die beiden Kontrahenten doch noch zu einem Duell mit Pistolen im Bois de Boulogne, was in einer Woche stattfinden soll. Nachdem Gabriel verschwunden ist, kommen Stanislas Selbstzweifel, ob er einem solchen Duell überhaupt gewachsen ist. Dann beschließt er die verbleibende Zeit zu nutzen, um sich von General de Polignon, einem Freund aus dem Kegelclub, das Schießen beibringen zu lassen.
Nadja erwartet ihren Liebhaber in ihrer festlich geschmückten Wohnung in der Avenue de New York. Innerhalb kurzer Abstände werden der Gastgeberin immer wieder Blumensträuße aus roten Rosen gebracht. Sie hingegen hat Köstlichkeiten aufgedeckt und das Schlafzimmer für eine berauschende Liebesnacht hergerichtet. Stanislas erscheint, die beiden gehen direkt zum Schlafzimmer, wo er seine Angebetete ohne Umschweife auszieht und mit Rosenblättern beregnen lässt. Nach dem Geschlechtsakt murmelt die erschöpfte und glückliche Nadja immer wieder, dass René von nun an ihr Mann sei. Der betrachtet die schlafende Frau und befindet, dass sie es wert sei, sich ihretwegen zu duellieren. Sein Schießunterricht beginnt am nächsten Morgen. In der Zwischenzeit wird Stanislas’ Villa für den Einzug von Nadja und Helena hergerichtet.
Jean Gabriel fährt nach Chaville hinaus, um Gérard Cassini zu begegnen. Dieses Mal haben sie gemeinsam, dass Nadja beide verlassen hat. Doch Gabriel sieht das völlig anders, will seinen ehemaligen Widersacher für seine Entführung bestrafen und macht Cassini klar, dass ihm seine Bank jetzt gehört und er ihn damit finanziell ruiniert hat. Als Alternative bietet Gabriel Cassini an, Direktor einer seiner Banken in Nordafrika zu werden oder sich mit seinen wenigen, noch verbliebenen Millionen in ein anderes Land zurückzuziehen.
An einem Frühsommermorgen findet das Duell zwischen Gabriel und Stanislas statt. In der Zwischenzeit reitet Nadja ganz in der Nähe durch das Waldstück. Ein Duellarzt und zwei Sekuntanten begleiten die beiden. Saparin informiert Nadja in letzter Sekunde davon, sich schnellstmöglich zu den beiden Duellanten zu begeben. Das Duell wird von einem strengen Protokoll begleitet und zieht sich ungewöhnlich lange hin. Dann endlich stehen die beiden in Schussposition. Stanislas, der Beleidigte, darf den ersten Schuss abgeben, der allerdings danebengeht. Als Nadja endlich eintrifft, hat Gabriel Stanislas bereits tödlich in die Brust getroffen. Gabriel bekommt jetzt Nadjas wilden Hass zu spüren. Sie verprügelt den älteren Mann. Doch noch ist Stanislas nicht tot. Sein blutender Körper wird in die Küche seines Hauses getragen. Er ist nicht mehr transportfähig, muss aber sofort operiert werden. Professor Podolskij wird geholt, um René in einer Notoperation zu retten. Nadja erkennt in ihm den Kosaken Sergej Kubulai wieder. Doch auch er kann ihn nicht mehr retten. Der Patient stirbt an inneren Blutungen. Da Duelle gesetzlich in Frankreich verboten sind und der Sieger als Mörder angeklagt werden kann, soll der Totenschein auf Jagdunfall oder Selbstmord ausgestellt werden. Podolskij alias Kubulai erinnert Nadja daran, eine „Rasputina“ zu sein, die ihrem Schicksal nicht entrinnen kann.
Die Beerdigung Renés wird für Nadja zu einer schweren Prüfung, denn die Familie Stanislas betrachtet sie, genauso wie sie es erwartet hatte, wie eine billige Hure. Zur Abfindung wollen sie ihr 10.000 Franc geben, was diese wütend von sich weist. Dann streitet sie sich mit ihnen über den Besitz der Villa, die Nadja als ihr rechtmäßiges Eigentum ansieht. Als Beweis kann sie eine Schenkungsurkunde vorweisen. Der Vater Marcel Stanislas sieht in ihr noch immer eine käufliche Prostituierte und er bietet sich an, sie an seine Bekannten zu vermitteln. Diese Aussage macht Nadja außer sich vor Zorn. Schließlich lässt sie ihren ehemaligen Schwiegervater in spe durch Boris Michailowitsch Saparin hinauswerfen. Wenig später fechten Marcels Rechtsanwälte das Testament an, welches Nadja zur Alleinerbin über sechs Millionen Francs macht. Während der orthodoxen Gottesdienste wird unter den russischen Emigranten gesammelt, um genügend Gelder für den Gerichtsprozess zu generieren. Die Gegenseite gewinnt, da sie mit sexueller Hörigkeit und Wahnsinn argumentiert. Am Ende wird das Testament für ungültig erklärt und Nadja geht leer aus.
Sie sieht es jetzt als den Fluch ihrer Familie an. Nur zweimal habe sie in ihrem Leben geliebt und beide Male ging es tödlich aus. Schließlich zieht sie wieder in ihre alte Wohnung in der Avenue de New York zurück. Im Oktober besuchen Nadja und Helena den Zirkus Orlando. Zuvor hatte sie von einem Unbekannten eine Schenkung von 20.000,- Franc erhalten, was ihre wirtschaftliche Lage wieder stabilisiert. Darüber hinaus erhält sie wöchentlich weitere finanzielle Zuwendungen. Sie investiert das Geld in ein Taxi und wird die erste Taxifahrerin von Paris. Ein lukratives Engagement im „Moulin Rouge“ kann sie ablehnen. Sie erwidert dies mit den Worten, dass ihr Körper nur ihr allein gehöre. Bei der Löwendressur im Zirkus Orlando kommt es zu einem Zwischenfall, bei dem der Dompteur Frank Castor für kurze Zeit in eine lebensbedrohliche Situation gerät, die er jedoch meistern kann. Anschließend kommen Nadja und Frank ins Gespräch. Frank bewundert ihre „Raubtieraugen“ und Nadja eröffnet ihm, dass sie Rasputins Tochter sei. Der Deutsche Castor bringt Nadja dazu, sich allein in einen Käfig von Löwen zu begeben. Die Raubtiere tun ihr nichts, da sie von ihrem Blick wie unter einem Bann stehen. Nadja beginnt Gefallen daran zu finden und sucht jetzt täglich den Zirkus auf. Sie verliebt sich in Frank Castor, obwohl sie anfänglich eine starke Abneigung gegenüber dem alten Feind Russlands verspürte. Die beiden verbringen jetzt auch die Nächte miteinander. Castor erzählt ihr, dass sie im Frühjahr das Winterquartier in Europa verlassen und nach Amerika fahren.
Boris Michailowitsch Saparin ist entsetzt darüber, dass ein Mädchen, welches einst am Hofe des Zaren lebte, nun Löwendompteuse werden möchte, und sieht das als gesellschaftlichen Abstieg. Außerdem gesteht er ihr seine Liebe, doch sie möchte ihn nur als sehr guten Freund behalten, da er für sie vor allem das alte Russland und seine Werte repräsentiert. Boris ist unglücklich in Paris und sehnt sich nach seinem geliebten „Mütterchen Russland“ und der „unendliche[n] Weite seiner Landschaften“ zurück. Nadja übt jetzt intensiver mit den Löwen und entwickelt eine ganz besondere Beziehung mit den Tieren. Der Zirkusdirektor sucht nach einer „Weltsensation“, um die Veranstaltung noch attraktiver zu machen. Er möchte, dass Nadja bei Verdopplung ihrer Gage ihren Kopf in den Rachen eines Löwen steckt. Castor lehnt dies zunächst vehement ab, ist dann am Ende aber doch damit einverstanden.
Saparin, der Nadja in den USA beschützen möchte und daher mit auswandern will, erkrankt eines Tages. Dr. Rampal sucht ihn daher auf. Im Gespräch mit ihm erklärt er, dass er dort seinen Lebensunterhalt beim Zirkus Orlando als russischer Kunstreiter (Künstlername „Boris der letzte Kosak“) bestreiten will. Gabriel, der mächtigste Bankier neben Rothschild und Oppenheimer, hat sich mittlerweile aus dem Tagesgeschäft zurückgezogen und lebt auf einem seiner Landgüter. Sein ehemaliger Widersacher Cassini musste notgedrungen die Anstellung als Bankdirektor in Zürich annehmen. Immer noch lässt er Nadja durch einen bezahlten Privatdetektiv beobachten. Saparin besucht ihn auf seinem Anwesen und berichtet ihm, dass Nadja in die USA auswandern möchte. Er fragt Gabriel, von dem er weiß, dass dieser der Unbekannte ist, welcher seiner Freundin regelmäßig Geldsummen überweist, um Rat, ob die Ausreise des neuen Liebespaares noch zu verhindern sei. Saparin möchte, dass Gabriel wieder um Nadja kämpft, da er seiner Meinung nach der einzig richtige Mann für sie sei. Zusammen reisen sie nach Paris, doch Nadja hasst Gabriel noch immer und will ihn nicht empfangen.
Schließlich verschifft die Zirkustruppe von Le Havre aus zu ihrer Überseereise. Nadja, Frank und Boris sind dabei. Bei einem schweren Unwetter auf See kommen die Löwen aus ihren Käfigen frei. Unter der Besatzung bricht Panik aus. Doch Nadja kann sie wieder einfangen. Das Schiff legt nach langer Überfahrt endlich in New York an und für die Neuankömmlinge ist es wie ein Märchen.
Die erste Vorstellung steht an, was von der lokalen Konkurrenz mit Argwohn beäugt wird. Da bricht in dem Zelt der Elefanten ein Feuer aus. Nadja kann ihre Tochter in letzter Sekunde vor den Flammen retten. Helena bekommt Brandverletzungen, überlebt aber, jedoch ein Großteil des Zirkus, inklusive vieler seiner Tiere, wird bei dem Brand vernichtet. Nur die Löwen überleben wie durch ein Wunder. Die Polizei geht von Brandstiftung aus. Der Zirkusdirektor ist ruiniert und löst sein Geschäft auf.
Castor erhält ein schlecht bezahltes Angebot in Dallas von einem Varieté, um dort seine Löwennummer weiterzuführen. Der Verkauf von einigen Löwen verbessert ihre Liquidität nur für einen kurzen Moment. Graf Saparin trennt sich vorübergehend von den beiden. Nadja und Castor ziehen mit ihren Löwen, die aus Kostengründen nur wenig gefüttert werden, durch ganz Texas und schlagen sich durchs Leben. Sie leiden unter der allgemeinen Wirtschaftskrise. Castor treiben Gewissensbisse, dass er schuld an ihrem elendigen Leben sei. Dann kommt der Tag, als sie nicht mehr in der Lage sind, Futter für ihre Tiere zu besorgen. Da schleicht sich Frank unbemerkt zu den Tieren und will sich im Käfig erschießen, damit sie ihn fressen können. Nadja kann dies in letzter Sekunde verhindern und ist bereit, aus lauter Verzweiflung nackt zwischen den Löwen zu tanzen. Eine neue Sensation in der Show-Welt, von der sie sich gute Einnahmen versprechen.
Saparin, der mittlerweile ein fahrender Wunderheiler geworden ist, taucht mit seinem Pferd überraschend in Dallas bei Frank und Nadja auf. Alle drei sind schwer deprimiert darüber, was Amerika aus ihnen gemacht hat. Saparin hat 2000 US-Dollar gespart und möchte mit allen wieder zurück nach Europa. Ein Russe könne in St. Petersburg oder Paris leben, aber niemals in den USA. Doch vorher muss Nadja ihre zunächst noch leichtbekleidete Varieténummer tanzen. Der Manager verspricht ihr 100 Dollar pro Auftritt mit der Chance, bald am Broadway auftreten zu können. Saparin hingegen sieht die Rückkehrpläne durch die Aussicht, hier gutes Geld zu verdienen, gefährdet. Dennoch kauft er bereits für alle die Schiffsfahrkarten. Nadja und Frank führen die Generalprobe ihrer neuen Nummer durch. Ali der Löwe wird eifersüchtig, als sich Frank und Nadja küssen, und tötet seinen Dompteur. Daraufhin wird er von Saparin erschossen. Nadja ist außer sich, bezeichnet den toten Löwen als „Satan“ und schlägt auf ihn ein. Sie bekommt einen schweren Tobsuchtsanfall und lässt sich durch nichts mehr beruhigen.
Mit der „Voltaire“ laufen Nadja, Helena und Boris in Le Havre ein. Jean Gabriel empfängt die gebrochene Frau und verspricht ihr, ihr ihr altes Leben wiederzugeben.

## Figuren
- Grigori Jefimowitsch Rasputin – bekannter Wunderheiler
- Helena Feodorowna Woronzowna – verwitwete Großgrundbesitzerin und Nadjas Mutter
- Nadja Grigorijewna Woronzowna – Hauptfigur und Rasputins Tochter
- Darja Nikolajewna Krazowa – Hebamme
- Nikolaus II. Romanow – russischer Zar
- Alexandra Feodorowna Romanowa – russische Zarin
- Zarewitsch Alexei Nikolajewitsch Romanow – der Thronfolger
- Olga, Tatjana, Maria und Anastasia – die Zarentöchter
- Stana Nikolajewna und Miliza – Großfürstinnen am Zarenhof
- Ana Wyrobowa – erste Hofdame der Zarin, enge Freundin von Nadja
- Gardehauptmann Nikolai Georgijewitsch Gurjew – Nadjas Liebhaber
- Graf Janis Jegorowitsch Kolosichin – Nadjas Widersacher
- Fürst Tichon Michailowitsch Schamanskij – Nadjas Widersacher
- Mönch Genjka – Attentäter, der die Familie Rasputin vernichten will
- Mönchspriester Iliodor und Bischof Hermogen – verschwören sich gegen Rasputin
- Graf Felix Felixowitsch Jussupow – ermordet Rasputin
- Leinenweber Leontij Abramowitsch Rutschkin – kommunistischer Ziehvater Nadjas
- Janis Antonowitsch Skamejkin – hat das Anwesen der Helena F. Woronzowna annektiert
- Washa Wladimirowitsch Minajew – Kommandant von Tjumen
- Ignat Iwanowitsch Dronow – gewährt Nikolai und Nadja Unterschlupf
- Admiral Wladimir Wasiljewitsch Koltschak – Revolutionsführer
- Rittmeister Fritz Bencken – Truppenführer der Roten Armee
- Hauptmann Sergej Kubulai – Truppenführer der Weißen Armee

und viele mehr.

## Sprachstil
„Am Ufer des Flusses Tobol entlang ritt an diesem Morgen eine junge Frau. Mit losen Zügeln ließ sie den Rappen galoppieren, der Ufersand wirbelte um sie herum, und sie lachte, ließ das lange blonde Haar im Wind wehen und sah über das breite, träge, in der milchigen Morgensonne wie Blei fließende Wasser.“

„Die Zarin rührte sich nicht. Gelähmt war sie durch den Anblick des wilden Menschen, der da ins Zimmer gepoltert war, gelähmt von der tiefen Stimme, gelähmt von dem Blick der kleinen tiefblauen Augen, die ein kaltes Feuer ausstrahlten wie ein Stern in der Winternacht. Sie sah zu dem bärtigen, ungekämmten, nach Alkohol und ungelüfteter Wäsche riechenden Mann auf, und in ihrem Blick lag die unendliche Bitte aller leidenden Mütter: Hilf! Hilf, wer du auch seist …“

Auch in diesem Roman kommt die für Konsalik so typische kräftige Bildersprache zur Geltung. Damit beschreibt er einerseits die unendliche Landschaft Russlands und Sibiriens, die Taiga, wie auch die Steppe Kasachstans, andererseits aber auch eine Vielfalt seiner originellen Figuren quer durch alle Bevölkerungsschichten.

## Rezensionen
Dieser Roman ist ein lebendiges Sittenbild sowohl des zaristischen, als auch des revolutionären Russlands Anfang des 20. Jahrhunderts mit seinen verschiedenen Fascetten. Es geht in Die Tochter des Teufels in erster Linie um ein tragisches Frauenschicksal und die Kraft des Überlebens in einer stürmischen Zeit. Besonders eindringlich ist die hart geschilderte Szene an jenem frostigen Wintertag, als ein 40-köpfiges Wolfsrudel den Schlitten von Helena F. Woronzowna angreift und in einer Art Blutrausch sämtliche Insassen tötet, die sich am Anfang noch verzweifelt zur Wehr setzen, dann aber der großen Überzahl hoffnungslos unterlegen sind. Auch die Ermordung Rasputins am 16. Dezember 1916 wird mit vielen grausamen Details geschildert. Mit der Figur des Rasputin ist Konsalik eine hochinteressante und diversizierte Charakterisierung der historischen Persönlichkeit gelungen. Einerseits ist er die „unbändige und ungezähmte Urkraft“, ein durch und durch animalischer und triebhafter Mensch. Durch sein Charisma als Wanderprediger beherrscht er die Manipulation anderer Menschen perfekt, die in ihm einen Heiligen, „Sexgott“, Verführer, Prophet und noch viel mehr sehen. Andererseits ist er aber liebender Vater und ein Mann, der sich um das Schicksal Russlands sorgt. Unterhaltsam und spannend geschrieben ist die Vielzahl der Intrigen am Hofe des Zaren, die von Großfürsten und Hofdamen geprägt ist. Der Zar und die Zarin, die schnell in den Bann des „Heiligen“ Rasputin geraten und von ihm, einem einfachen und ungebildeten sibirischen Bauern, so stark beeinflusst werden, dass der russische Adel eine große Gefahr in ihm sieht. Im Vergleich zum sehr starken Charakter ihres Vaters, fällt die Figur der Nadja eher schwach aus. Lange Zeit wächst sie am Hofe des Zaren, völlig isoliert von der traurigen Wahrheit ihres völlig verarmten Volkes, in einer Art „Wolkenkuckucksheim“ auf. Später sieht sie darin, „Tochter des Teufels“ zu sein, eine Art Erblast mit großer Strahlkraft, kann diese genetische Tatsache jedoch im weiteren Roman für ihren Nikolai und sich selbst nutzen, um sie in letzter Sekunde vor dem Tod zu retten. Sie ist sogar dazu bereit, die gleichen Strapazen wie ihr Mann auf sich zu nehmen.
Die Geschichte in Konsaliks Russland-Saga folgt, wie viele seiner anderen Romane auch, einem einfachen Grundmuster: ein junges, ausgesprochen attraktives Mädchen verliebt sich unsterblich in einen jungen, gut aussehenden Mann. Die beiden müssen ihre Liebe in einem Konflikt gegen äußere Widerstände verteidigen. Während der Mann seinen Prinzipien (Vaterlandsliebe, Patriotismus, Loyalität, Offiziersehre, innere Überzeugung u. ä.) treu bleibt und sich dadurch erneut massiv in Gefahr begibt, verfolgt das Mädchen andere, wesentlich bodenständigere Ziele, welche die gemeinsame Partnerschaft als Maxime haben. Für sie haben der Schutz des ungeborenen Lebens und die Forderung, dass das Kind mit Vater aufwächst, stets die oberste Priorität vor allem. Doch die Liebe zu ihrem Mann ist stärker und sie gibt schließlich nach, ordnet sich als folgsame Frau dem zeitgenössischen Rollenprinzip unter und lässt ihren Mann ziehen, auch auf die Gefahr hin, ihn nie wieder zu sehen. Ihre Ergebenheit ist sogar so groß, dass sie für ihn ihr eigenes Kind verlässt. Ihr Kind bekommt erst später während ihrer Pariser Zeit eine größere Bedeutung für sie. Als Nadjas Tochter Helena entführt wird, ist sie außer sich vor Sorge und zu allen Opfern bereit. Sie lässt sich weniger aus Vernunft, beziehungsweise aus Absicherung für sich und ihr Kind nicht auf eine stabile Beziehung, sondern aus romantischer Liebesschwärmerei hintereinander mit zwei neuen Männern ein, die jedoch ihretwegen den Tod finden. Was von einem alten Bekannten als Fluch des Hauses Rasputin gedeutet wird.

## Historischer Kontext
Der Roman spielt in stark abgewandelter Form auf die wahren Begebenheiten der Maria Rasputin, eigentlich Matrjona Grigorjewna Rasputina, an, die später nach Los Angeles auswanderte und durch ihren Vater Rasputin berühmt wurde.

## Textausgabe
- Heinz Konsalik: Die Tochter des Teufels, Lichtenberg, München 1967; Heyne, München 1971, 1987 (Heyne Allgemeine Reihe 01/827), ISBN 3-453-00168-0.